# Oken (Mondkrater)
Oken ist ein Einschlagkrater am südöstlichen Rand der Mondvorderseite, südöstlich des Kraters Furnerius und südlich von Humboldt.
Der Kraterrand ist wenig erodiert, das Innere von Lava geflutet und eben.
| Buchstabe | Position           | Durchmesser | Link |
| --------- | ------------------ | ----------- | ---- |
| A         | 43,33° S, 71,39° O | 35 km       |      |
| E         | 46,24° S, 79,22° O | 12 km       |      |
| F         | 44,53° S, 71,37° O | 23 km       |      |
| L         | 42,82° S, 78,08° O | 9 km        |      |
| M         | 41,81° S, 75,45° O | 8 km        |      |
| N         | 42,59° S, 74,6° O  | 38 km       |      |

Der Krater wurde 1935 von der IAU nach dem deutschen Naturforscher Lorenz Oken offiziell benannt.